# Curlu
Curlu é uma comuna francesa na região administrativa de Altos da França, no departamento de Somme. Estende-se por uma área de 5,89 km². Em 2010 a comuna tinha 172 habitantes (densidade: 29,2 hab./km²).